# ProSpecieRara
ProSpecieRara ist eine nicht-profitorientierte schweizerische Stiftung, die 1982 in St. Gallen von Hans-Peter Grünenfelder gegründet wurde. Der Stiftungszweck ist die „Erhaltung und Förderung der kulturhistorischen und genetischen Vielfalt von Pflanzen und Tieren“. Insbesondere geht es darum, gefährdete Nutztierrassen und standortspezifische Kulturpflanzen wie seltenen Ost- und Gemüsesorten durch Weiternutzung vor dem Vergessen und dem Aussterben zu bewahren. Alleine von den rund 2'500 ProSpecieRara-Obstsorten stehen rund ein Drittel auf der Roten Liste. Diese Sorten sind nur noch an weniger als drei Standorten vorhanden. Die Pflanzung oder Veredelung weiterer Bäume ist deshalb geradezu überlebenswichtig.

## Aufgaben und Aktivitäten
Die zahlreichen traditionellen und oft nur regional bekannten Arten und Sorten von Nutztieren und Kulturpflanzen wurden und werden im 20. Jahrhundert und anhaltend bis heute nach und nach durch Standardsorten ersetzt, deren Eigenschaften für die moderne Hochleistungslandwirtschaft besser geeignet sind. Mit der Biodiversitätskonvention von 1992 hat sich die Schweiz verpflichtet, die Artenvielfalt bei Tieren und Pflanzen zu erhalten. Die Tätigkeiten der Stiftung ProSpecieRara stehen in Einklang mit dieser Verpflichtung und werden neuerdings teilweise auch vom Bund unterstützt.
Die Aktivitäten der Stiftung sind:
- Unterstützung und Förderung der Züchtung und des Anbaus traditioneller Sorten durch Verbreitung der relevanten landwirtschaftlichen Kenntnisse, Vermittlung der Samen und Vernetzung der Züchter
- Hilfe bei der Vermarktung an die Verbraucher (unter anderem mit einem „ProSpecieRara-Gütesiegel“)
- Erhaltung und Verbreitung des Wissens über die traditionellen Sorten
- Politisches Lobbying

Rund 4'500 Personen zählen heute zum Erhalternetzwerk und züchten die entsprechenden Nutztierrassen, vermehren Saatgut oder betreuen mehrjährige Pflanzen. Die Stiftung gibt vier Mal im Jahr das Magazin «rara» heraus und hat verschiedene Fachbücher herausgegeben. Seit 1999 ist der Detailhändler Coop Sponsor und Partner. In ausgewählten Coop-Supermärkten sind gegen 40 ProSpecieRara-Sorten – grösstenteils in Bioqualität – erhältlich und erreichen dort ein beachtliches Zielpublikum. Im Jumbo werden zudem seltene Nutzpflanzen-Sorten als Jungpflanzen verkauft.
Im Jahr 2024 sicherte ProSpecieRara nachweislich unter anderem das Überleben von 5'702 Kulturpflanzensorten, darunter 2'520 Obst-, 419 Beeren-, 115 Reben-, 31 Weiden-, 1'600 Garten- & Ackerpflanzensorten (z. B. 239 Bohnen- und 196 Tomatensorten) sowie von 1'017 Zierpflanzensorten. Zudem beteiligt sie sich an der Erhaltung von 38 extrem seltenen Nutztierrassen. Hier geht es buchstäblich um die Rettung vor dem Aussterben.
Der Sitz der Stiftung ist mittlerweile Möriken-Wildegg. Auf Schloss Wildegg unterhält ProSpecieRara einen Schau- und Vermehrungsgarten, am Fusse des Schlosshügels zudem seit 2019 eine eigene kleine Samengärtnerei. Seit 2002 ist Béla Bartha, welcher zudem 2022 in den Grossen Rat des Kantons Basel-Stadt gewählt wurde, Geschäftsführer von ProSpecieRara.

## Verliehene Preise
- 2021: Schulthess Gartenpreis des Schweizer Heimatschutzes für Erhalt der Sorten- und Artenvielfalt[4]